# São Mateus de Minas
São Mateus de Minas é um distrito do município brasileiro de Camanducaia, no interior do estado de Minas Gerais. Segundo o censo demográfico de 2022, realizado pelo Instituto Brasileiro de Geografia e Estatística (IBGE), sua população era de 1 466 habitantes e havia 559 domicílios particulares permanentes ocupados. Possui área de 73,49 km² conforme a Fundação João Pinheiro (FJP).
Foi criado pela lei estadual nº 2.764 de 30 de dezembro de 1962. Está localizado na Serra da Mantiqueira e possui altitude de 1.400 metros.

## Geografia
O distrito compreende as seguintes localidades:
- Bairro Camanducainha
- Bairro Emboabas
- Bairro Fazenda Velha
- Bairro do Mato
- Bairro Monte Azul
- Bairro Paiol Grande
- Bairro Pinhalzinho
- Bairro do Pinho
- Bairro Ribeirada

### Clima
Seu clima é tropical de altitude, apresenta sensação térmica amena no verão e temperaturas baixas nas estações do outono e inverno, com registros de índices negativos entre os meses de junho a agosto e forte incidência de geada.

## Economia
Dentre as atividades econômicas de São Mateus de Minas, destacam-se:
- Agricultura com cultivo predominante de brócolis, batata, mandioca, hortaliças e pinhão;
- Pecuária de corte e de leite;
- Produção de derivados lácteos como doces, queijos e iogurtes;
- Piscicultura com predominância da criação de trutas devido as condições ideais de clima e pureza das águas.

### Turismo rural
São Mateus de Minas recebe centenas de turistas que buscam belas paisagens, o clima agradável, ar puro e aventuras como trilhas off-road para motos, jipes e quadriciclos, passeios ecológicos, cavalgadas ou ainda participar de eventos do calendário anual como a festa do padroeiro, as festas dos bairros, enduros de motocross, quermesses juninas e a tradicional cavalgada até Aparecida.
Sua localização privilegiada contempla riquezas naturais e a tranquilidade do meio rural. São Mateus de Minas possui ampla malha de estradas rurais que dão acesso a seus bairros e ao distrito de Monte Verde, além de pontos turísticos como a Pedra de São Domingos e os municípios de Gonçalves e Córrego do Bom Jesus.